# やまねこ座31番星
やまねこ座31番星 (やまねこざ31ばんせい、31 Lyn, 31 Lyncis) は、やまねこ座の恒星で4等星。

## 名称
固有名の Alsciaukat は、アラビア語で「とげ」を意味する言葉に由来する。2017年6月30日、国際天文学連合の恒星の固有名に関するワーキンググループは、Alsciaukat をやまねこ座31番星の固有名として正式に承認した。